# Užliedžiai

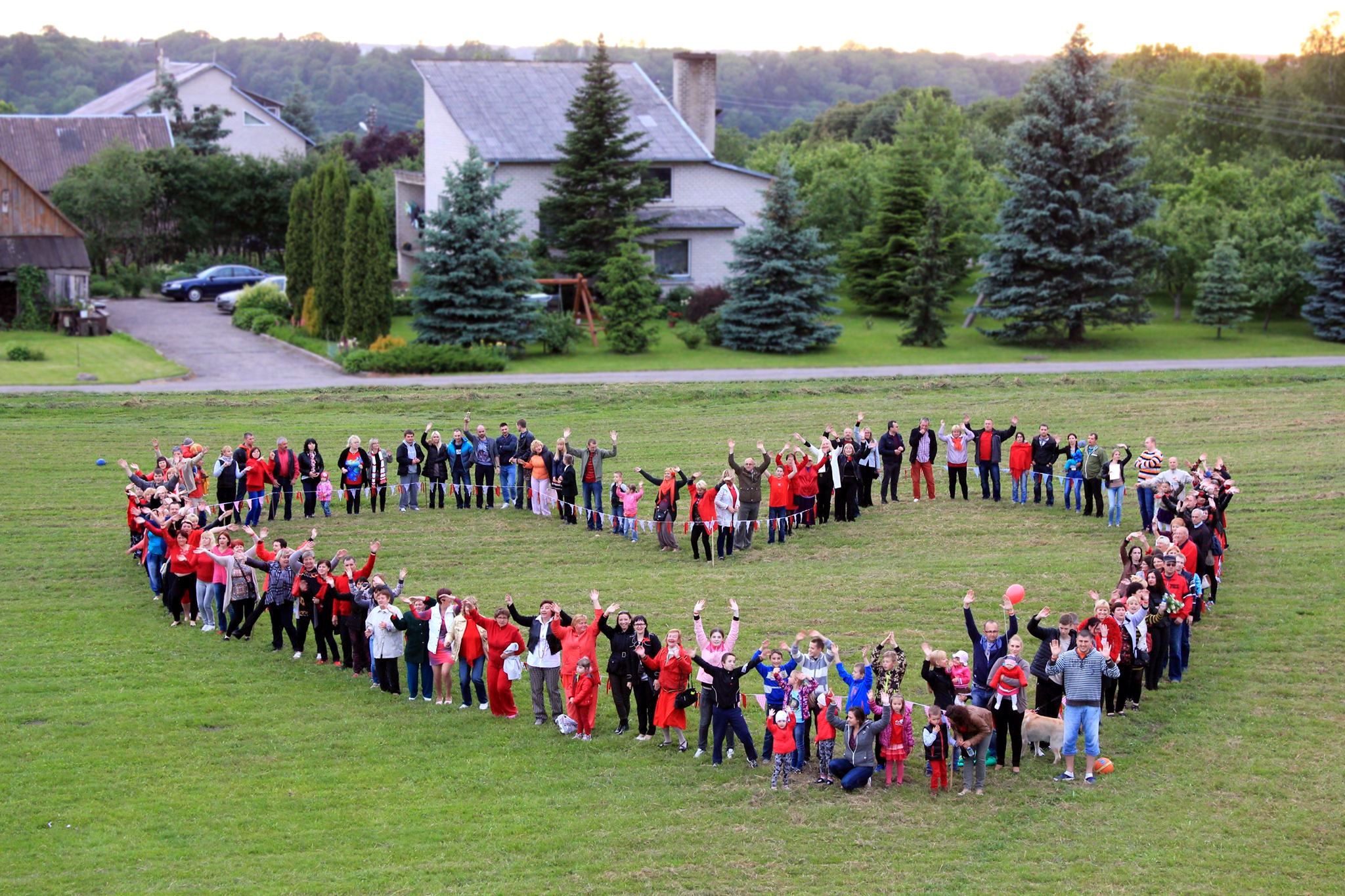
Gemeinde

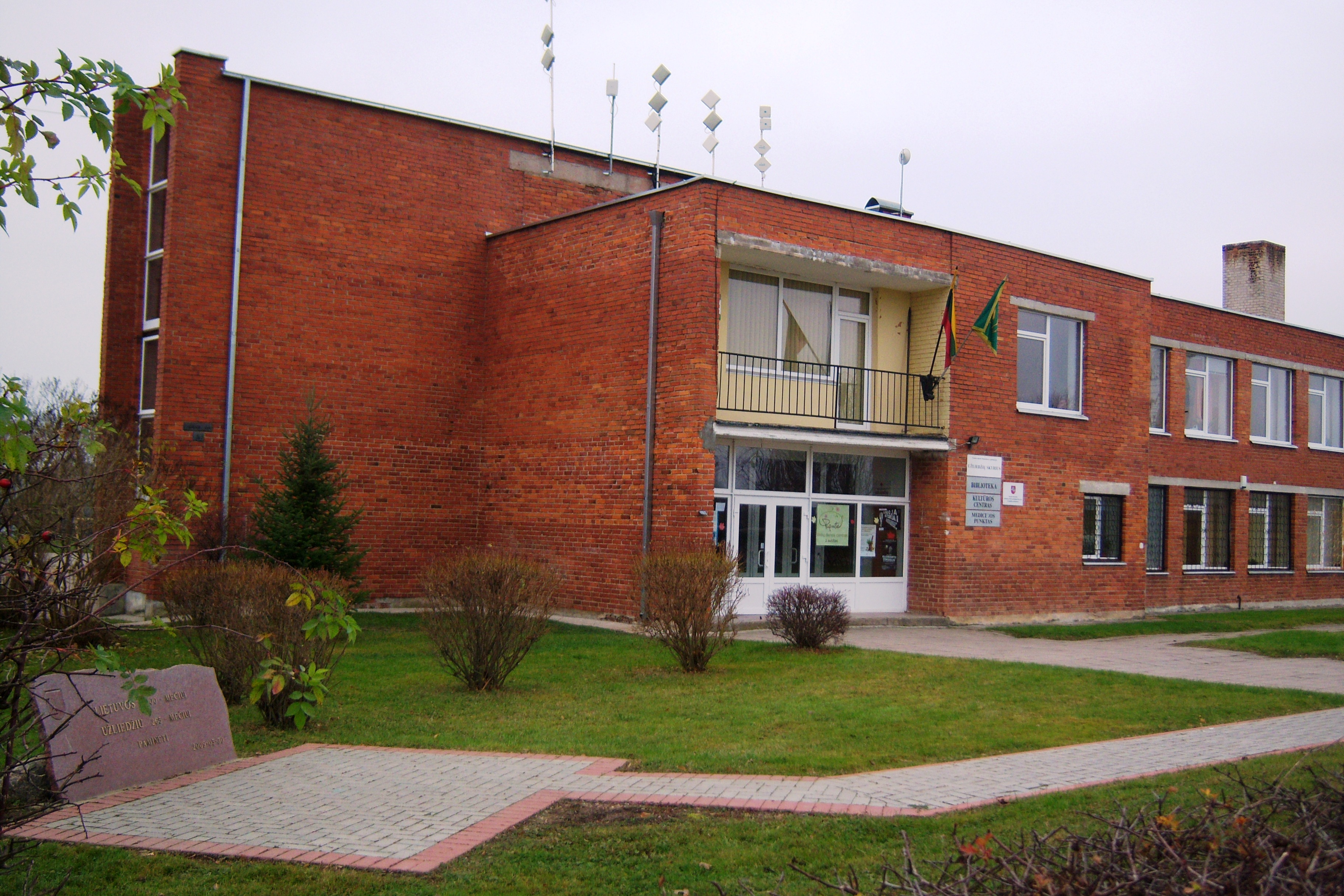
Kulturzentrum

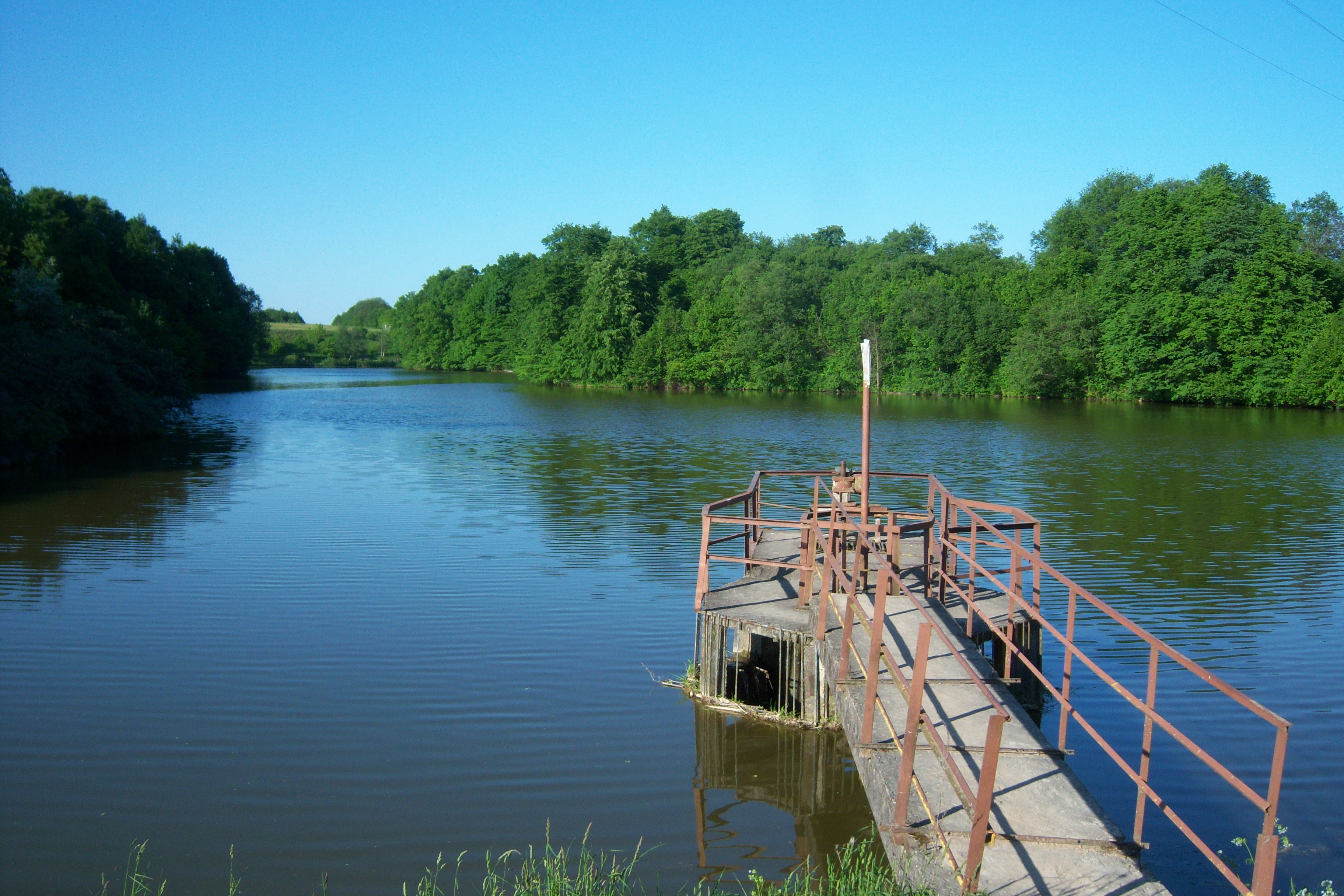
Stausee

Užliedžiai ist mit 3400 Einwohnern (Stand 2025) das zehntgrößte Dorf in Litauen und das sechstgrößte Dorf in der Rajongemeinde Kaunas. Es liegt nördlich von der zweitgrößten litauischen Stadt Kaunas, am linken Ufer des Flusses Nevėžis. Die Straße 1906 (Aukštutiniai Kaniūkai-Babtai-Labūnava-Kėdainiai) führt daran vorbei.
In Užliedžiai gibt es ein Kulturzentrum (mit sechs Kunstgruppen, darunter ein Frauenensemble), eine Ambulanz, eine Bibliothek (seit 1967), eine Schule (das Multifunktionszentrum) und einen Kindergarten. Es gibt einen kleinen Flugplatz.

## Geschichte
Užliedžiai wird seit 1680 erwähnt, das Dorf seit 1744. Im 18. Jahrhundert gab es in Užliedžiai einen Gutshof (Besitzer war Juozapas Zabiela, der 1770 von König Stanislaus II. August Poniatowski ein Privileg erhielt). Während des zaristischen Verbots der litauischen Presse (1864–1904) wurde eine geheime litauische Schule im damaligen Russischen Kaiserreich betrieben. Im Jahr 1924 wurde eine Grundschule eingerichtet. 1923 gab es 239 Einwohner.
Während der Sowjetzeit war Užliedžiai die zentrale sowjetlitauische Siedlung des Ausbildungsbetriebs der Veterinärakademie Litauens.
1981 wurde ein Kulturhaus errichtet.